# دسنوگورسک
شهر دسنوگورسک (به روسی: Десногорск) در کشور روسیه و در اوبلاست اسمالنسک واقع شده‌است.